# ウルム戦役
ウルム戦役（ウルムせんえき、英語: Ulm Campaign）は、第三次対仏大同盟中の1805年にフランス帝国とバイエルン軍が軍事的な機動によってオーストリア軍を捕らえた戦役である。この戦役はシュヴァーベンの都市ウルム近郊で生じた。フランス皇帝ナポレオン・ボナパルト率いる大陸軍は210,000人から成る7個軍を保有しており、ロシア軍の増援が来る前にドナウ川のオーストリア軍を撃滅することを狙っていた。10月20日、ナポレオンは迅速な行軍によりマック将軍率いる23,000人のオーストリア軍をウルムで降伏させることに成功し、この戦役を通して60,000人のオーストリア軍を捕虜とした。一般的にこの戦役は戦略上最も偉大な勝利であると考えられており、19世紀末のシュリーフェン・プランに大きな影響を与えた。
このウルム戦役によって戦いは終わったわけではなく、まだウィーンの近くにはミハイル・クトゥーゾフ率いるロシア軍が控えていた。ロシア軍はオーストリア軍の生き残りと合流するために北東に撤退した。フランス軍は11月12日にウィーンを占領した。12月2日にアウステルリッツの戦いでフランスは決定的な勝利を得て、オーストリアはこの戦争から離脱した。12月の終わりに、プレスブルクの和約により、第三次対仏大同盟は崩壊し、フランスの覇権は中央ヨーロッパにまで及んだため、翌年、プロイセンとロシアによる第四次対仏大同盟が結成された。

## 序章
1792年よりヨーロッパはフランス革命戦争に巻き込まれた。5年の戦いの後の1797年に、フランスは第一次対仏大同盟を崩壊させた。1797年に第二次対仏大同盟が結成されたが、1801年には崩壊した。イギリスだけがフランスの統領政府に敵対し続けたが、1802年3月にフランスとイギリスはアミアンの和約によって講和した。この講和によって10年ぶりにヨーロッパ全体に平和が訪れた。しかし表面的には講和が結ばれたものの、アミアンの和約における取り決めはほとんど遵守されなかった。イギリスは1793年以来の植民地の征服に反発し、フランスはマルタ島からイギリスが撤退しないことに反発していた。ナポレオンがハイチ革命を終結させるために遠征軍を送ると両国の関係はさらに悪化し、1803年、イギリスは再びフランスに宣戦布告した。

### 第三次対仏大同盟
1804年12月にイギリスとスウェーデンは第三次対仏大同盟の結成に同意した。1804年から1805年にかけて、イギリス首相のウィリアム・ピットはフランスに対する新たな同盟の形成を目指して奔走した。イギリスとロシアが互いに抱いていた不信感はフランスの政治的失策によって弱まり、両国は1805年4月に同盟を結ぶに至った。フランスに2度の敗北を味わわされた記憶がまだ新しいオーストリアは、報復を果たそうと数ヶ月後れで第三次対仏大同盟に加入した。

### フランスの軍事的準備
第三次対仏大同盟の結成前に、ナポレオンはイギリスへの侵攻軍を編成し、北フランスのブローニュに6つの野営地を設けた。この侵攻軍がイギリスに上陸することはなかったが、ナポレオンの軍はあらゆる可能性に備えて、軍事的な作戦の訓練を行っていた。侵攻軍の間では早くも訓練に退屈する気配はあったが、ナポレオンは何度も出向いて豪華なパレードを行う事で、士気を維持していた。
ブローニュで編成された軍は後にナポレオンに大陸軍と呼ばれるようになった。まず、フランス軍は200,000人の兵を7個軍団に編成した。1軍団あたり、36から40門のカノン砲を保有しており、それぞれの軍団は独立して作戦を行う事ができた。ナポレオンは22,000人の騎兵予備から胸甲騎兵2個師団、乗馬竜騎兵4個師団を創設し、下馬竜騎兵と軽騎兵2個師団を編成し、それぞれ24門の野砲を装備した。1805年までに大陸軍は350,000人にまで拡大した。下士官から元帥に至るまでの全ての階級でフランス革命戦争以来、経験を積んだ優秀な将校を保有していた。

### オーストリアの軍事的準備
オーストリア皇帝の弟のカール大公は宮廷軍事局の権力を把握した1801年から、オーストリア軍の改革を始めていた。軍政治評議会はオーストリア軍の政策決定を担っていた。カール大公は最も優秀なオーストリアの指揮官であったが、宮廷では人気がなく、彼の意見は外交に反映されず、オーストリアはフランスに宣戦布告した。
マック将軍がオーストリア軍の新たな総司令官に就任し、戦争前に歩兵の軍編成の改革を行った。もともとオーストリア軍は1連隊を3つの大隊、そして大隊を6つの中隊により編成していたが、1連隊を4つの大隊、大隊を4つの中隊により編成し直した。この急な変更は将校の訓練と調和しなかったため、新たに編成された軍の指揮は十分な戦術的訓練を受けていない指揮官に委ねられた。
オーストリアの騎兵はヨーロッパで最良の騎兵であると見なされていたが、多くの騎兵が歩兵の陣営に組み込まれてたため、結束したフランス軍に対抗する力とはなり得なかった。一方のナポレオンは大量の騎兵師団を運用し、戦局に影響を与えた。

## 戦役

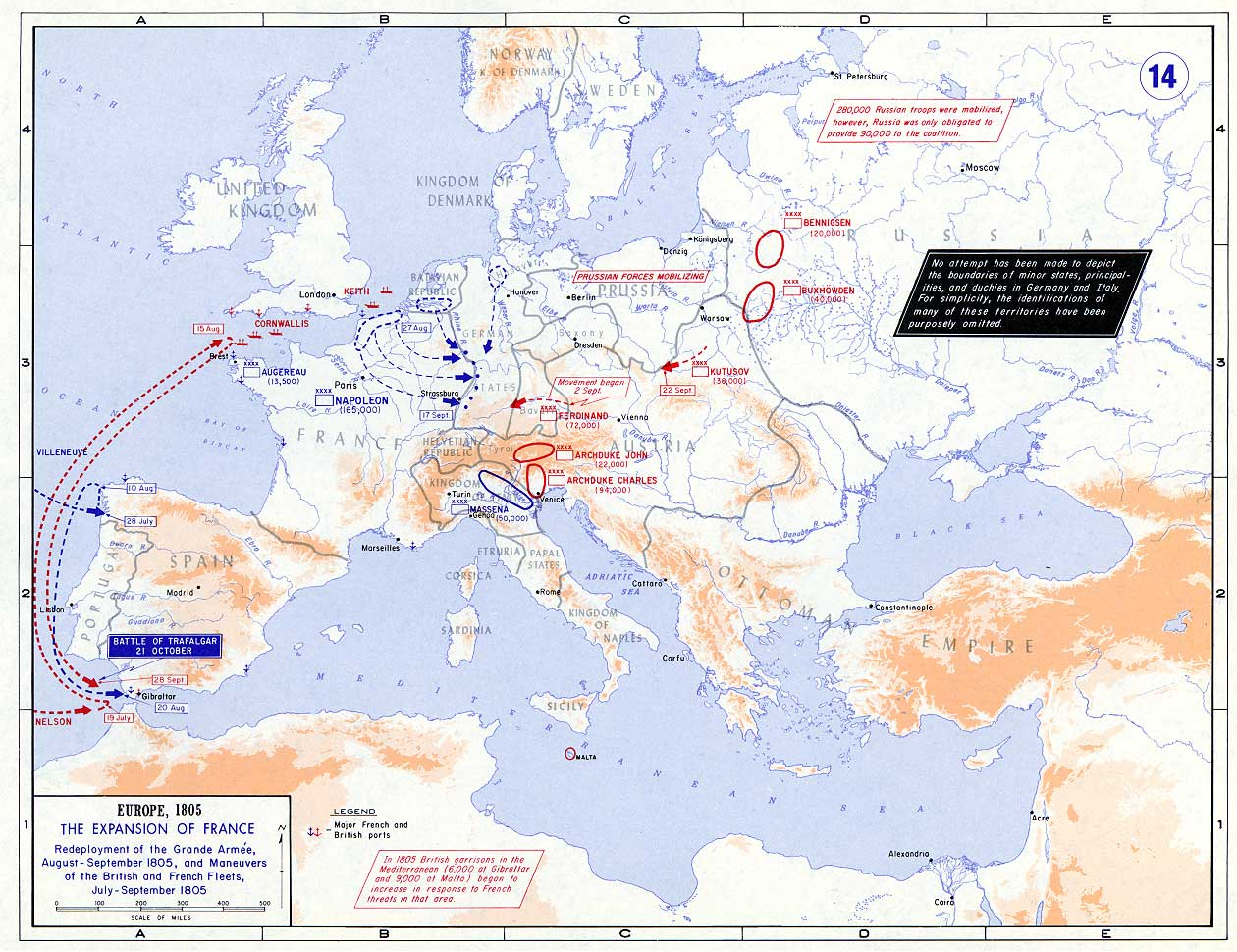
ウルム戦役が始める前の1805年のヨーロッパ情勢

ウルム戦役は一ヶ月近く続き、ナポレオン率いるフランス軍は混乱するオーストリア軍に打撃を与えた。10月20日、オーストリア全軍が敗北した。

### オーストリアの計画
マック将軍はオーストリアの安全保障がフランス革命戦争中に多くの戦いが行われてきた南ドイツのシュヴァルツヴァルト一帯の隙間を埋める事にかかっていると考えていた。ドイツ中部では何の軍事的行動も起きないと考えたマックは、ウルムを防衛戦略の中心に据えることにした。そのためには、ミハイル・クトゥーゾフ率いるロシア軍が到着してナポレオンに対する勝算が増すまで、フランス軍を食い止める必要があった。要塞化されたミヒェルスベルクの高地に守られているため、ウルムは事実上外からの攻撃によって陥落できない都市であるという印象をマックは持っていた。
致命的な事に、宮廷評議会はハプスブルク家にとっての主戦場を北イタリアとすることを決定した。95,000名の軍を率いることとなったカール大公は、アディジェ川を渡り、マントヴァ、ペスキエーラ・デル・ガルダ、ミラノを主な目標とした。ウルムのオーストリア軍は72,000名程で構成されていた。建前上はフェルディナント大公によってオーストリア軍は指揮されていたが、実際の権限はマックが保有していた。オーストリアの戦略ではヨハン大公の23,000名の軍に、ティロルを防衛し、カール大公の軍とフェルディナントの軍との連携を保つことを求めた。またオーストリアは、ポンメルンのスウェーデン軍とナポリのイギリス軍を支援するために独立した軍団を送ったが、それらはフランス軍を混乱させ、兵力を転用させることを目的としていたものであった。

### フランスの計画

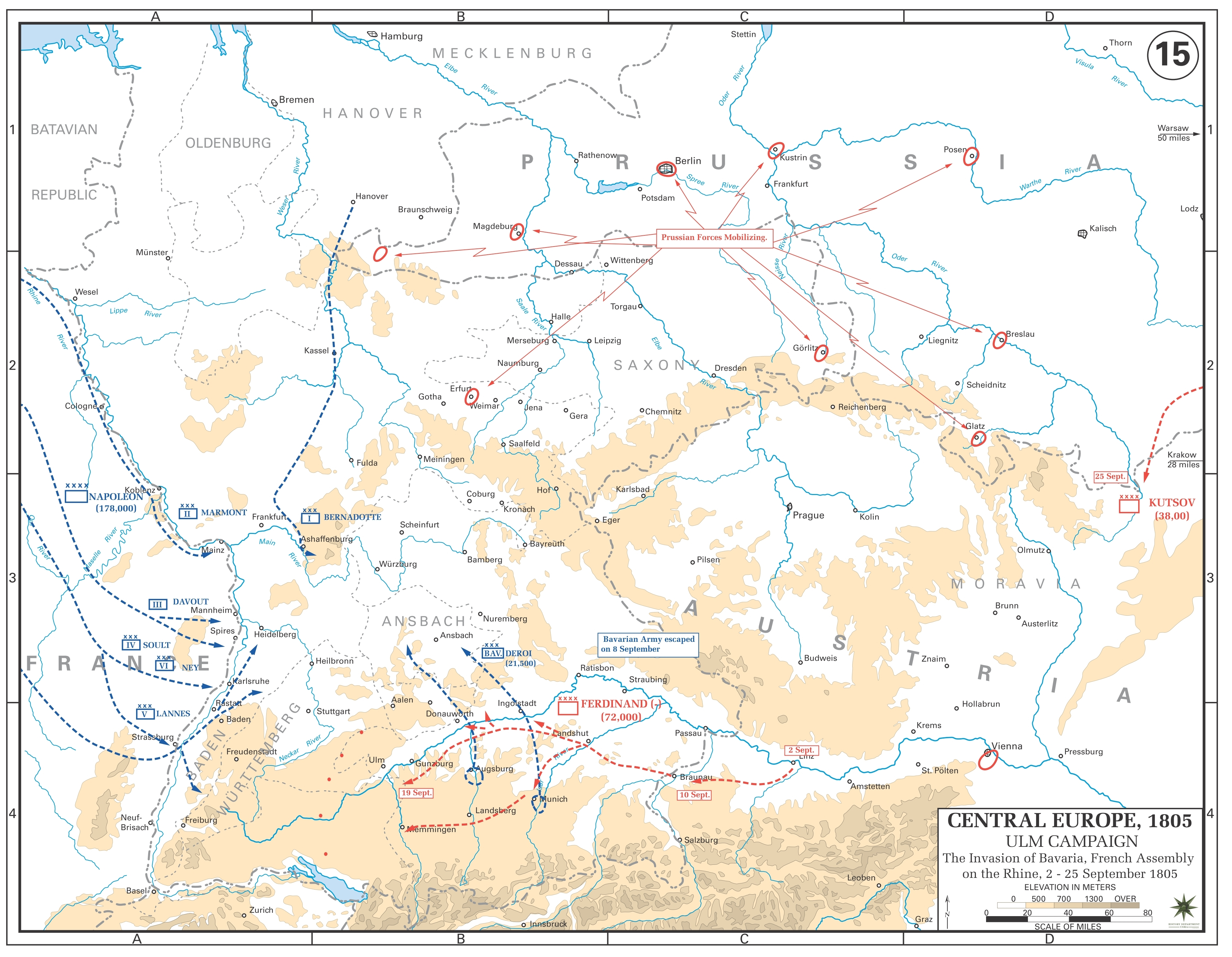
9月初旬から中旬にかけてフランス軍がライン川周辺に集結している。210,000の大陸軍がドイツを横切り、オーストリア軍包囲の準備を行っている。

1796年と1800年の戦役では、いずれもドナウ川周辺がフランス軍の戦闘の中心地になるとナポレオンが考えたにもかかわらず、イタリアが最も重要な舞台となった。宮廷評議会はナポレオンがイタリアを再び攻撃すると考えたが、ナポレオンには別の目的があった。210,000のフランス軍はブローニュの野営地から東に向かい、もしオーストリア軍がシュヴァルツヴァルトに向かって行軍を続けるなら、マック将軍のオーストリア軍を包囲するつもりだった。一方、ジョアシャン・ミュラはフランス軍が西から東へと直接行軍しているとオーストリア軍に思わせる囮となるため、部隊をシュヴァルツヴァルトを通り抜けさせた。ドイツでの主軍の攻撃は他の戦域でのフランスの攻撃によって援護される予定だった。アンドレ・マッセナはイタリアにて50,000名の兵を率いて、カール大公のイタリア軍と対峙しており、ローラン・グーヴィオン＝サン＝シールは20,000人の兵士と共にナポリに向かい、ギヨーム＝マリ＝アンヌ・ブリューヌはイギリスの侵攻に備えて、ブローニュを警備していた。
ミュラとアンリ・ガティアン・ベルトランはティロルとマイン川に参謀のアンヌ・ジャン・サヴァリを偵察として送り込み、ライン川とドナウ川の間の地域の詳細な道路の調査を作成した。大陸軍の左翼は北ドイツのハノーファーとオランダのユトレヒトの間からヴェルテンベルクへと向かっていった。右翼と中央はイギリス海峡沿岸からマンハイムやストラスブールなどのライン川中部の都市に沿って集中した。ミュラがシュヴァルツヴァルトが通れることを証明している間、フランスの軍の主力はドイツの中心部に侵攻し、南東に進みアウクスブルクを占領した。この動きはマック将軍を孤立させ、オーストリア軍との連絡網を断ち切る事を目的としていた。

### フランスの侵攻

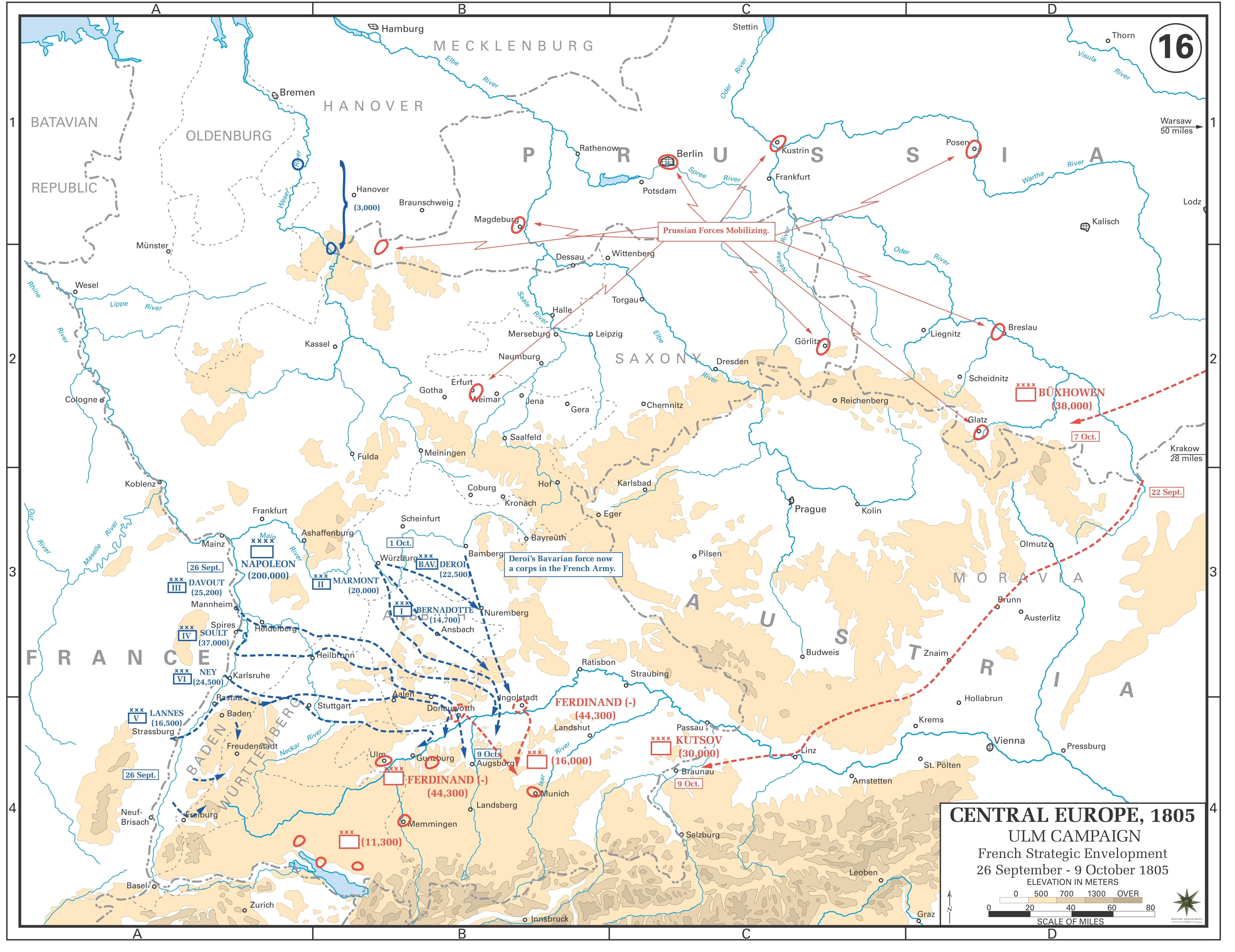
9月下旬から10月初旬にかけてのフランス軍の侵攻の様子。開戦の準備が整っていないオーストリア軍を捕えて、連絡網を絶っている。

9月22日にマックはウルムに流れるイラ川の戦線を保持する事を決定した。9月28日から30日の間にフランスはオーストリア軍の後方へと猛烈な行軍を開始した。マックはフランス軍がプロイセンの領土に侵入することはないと信じていたが、ベルナドットの第1軍団がプロイセンのアンスバッハを経由して行軍していると聞いた時、南に撤退するのではなく、ウルムに留まって防衛する事を決定した。もしこの時マックが撤退していれば、彼の軍の大半を保持しておく事が可能だったと考えられている。ナポレオンはマックの動きについての正確な情報がほとんど持っていなかった。キーンマイヤーの軍団がインゴルシュタットに移動し、フランスの東側にいる事は把握していたが、この情報は軍団の規模が大きく誇張されていた。10月5日にナポレオンはネイにランヌとスールトとミュラに対して、軍を密集させた上で、ドナウヴェルトからドナウ側を渡るように命じた。しかしフランスの包囲は完成しておらず、キーンマイヤーの軍の逃亡を許してしまう。フランスの軍団は全てが同じ場所に到着する事はなく、代わりに東西に長い戦線を展開することになり、スールトとダヴーがドナウヴェルトに早く到着した事でキーンマイヤーは警戒心を掻き立ててしまった。ナポレオンはオーストリア軍がウルムに集結している事を徐々に理解し、フランス軍の大半をドナウヴェルトに集中させることを命じた。10月6日にフランスの3個師団と騎兵軍団はマックの退却路を封じるために、ドナウヴェルトに向かった。
マックは包囲されつつある状況を理解していたので、攻勢を行う事を決定した。10月8日に自軍にギュンツブルク周辺に集中し、ナポレオンの連絡線に打撃を与えようとした。マックはキーンマイヤーに対し、ナポレオンをさらに東のミュンヘン、アウクスブルク方面へとおびき寄せるように命じた。ナポレオンはマックが自軍の拠点を離れてドナウ川を渡る可能性はあまりないと考えていたが、ギュンツブルクの橋の制圧は戦略的に利点が大きいと理解していた。この目標を達成するために、ナポレオンはネイの軍団をギュンツブルクに送り、同じ場所に向かっているオーストリア軍に気付かれることなく、橋を抑えようとした。しかし10月8日にヴェルティンゲンで、ウルム戦役で最初の大きな戦いがオッフェンブルクとミュラ・ランヌの軍の間で生じた。

### ヴェルティンゲンの戦い

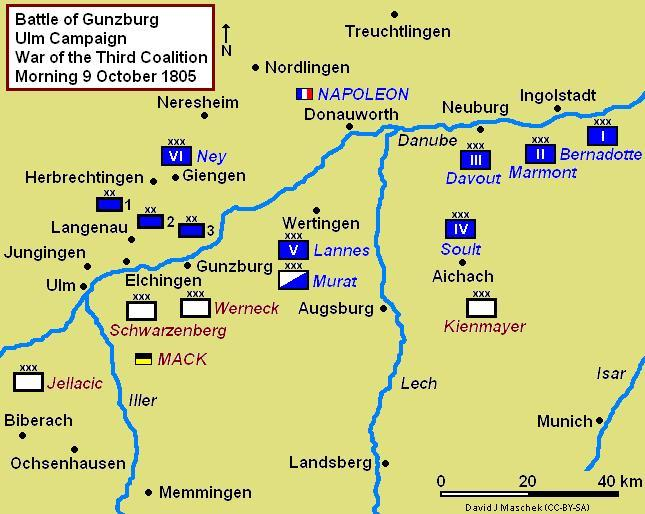
1805年10月9日のギュンツブルクの戦い

理由は完全には分かっていないが、10月7日にマックはフランツ・クサーヴァー・フォン・アウフェンベルクに5000名の歩兵と400の騎兵を用いて、オーストリア主軍がウルムを出て進軍するための準備として、ギュンツブルクからヴェルティンゲンに向かうよう命令した。不明瞭な目的と戦力の増強の望みがほとんどなかったため、ヴェルティンゲンは危険に晒されていた。最初に到着したフランス軍はミュラの騎兵軍団であり、ルイ・クレインの第1竜騎兵師団とマーク・アントワン・ド・ボーモン（Marc Antoine de Beaumont）の第3竜騎兵師団、エティエンヌ・マリー・アントワーヌ・シャンピオン・ド・ナンスーティの第1胸甲騎兵師団から構成されていた。これらの軍団がオーストリアへの攻撃を開始し、さらに北東からニコラ・ウーディノの擲弾兵が戦列に加わり、オーストリア軍に対して側面攻撃を仕掛けようとした。アウフェンベルクは南西に撤退しようとしたが、機動力が追いつかなかった。オーストリアはほとんど全ての兵力を失い、1000名から2000名が捕虜となった。こうして、ヴェルティンゲンの戦いはフランス側の勝利となった。

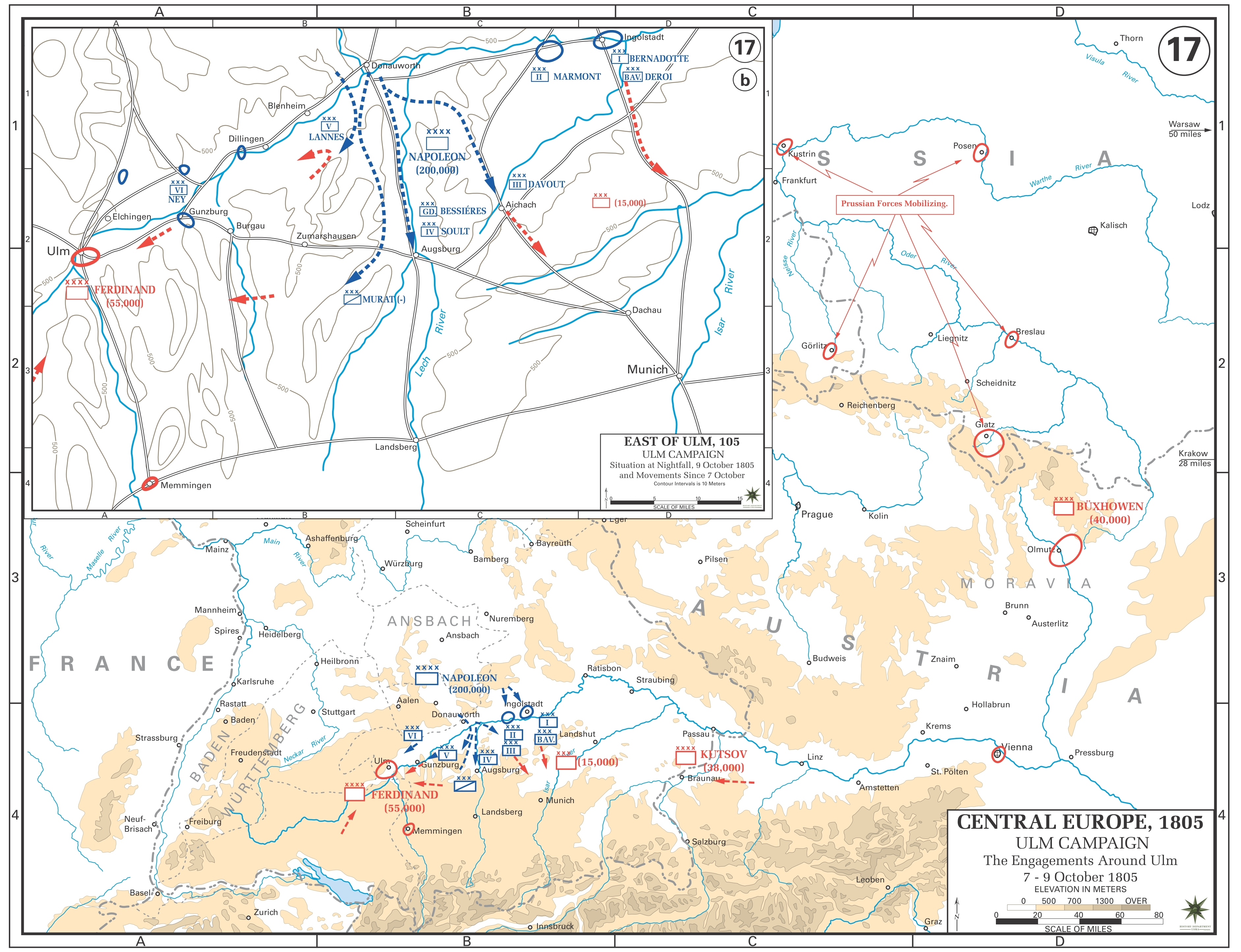
10月7日から9日にかけての戦況。ミハエル・クトゥーゾフの軍は戦場から離れており、オーストリア軍は危機的な状況に陥っている。

ヴェルティンゲンでの交戦を受けて、マックは右岸に沿って東へ撤退するのではなく、ドナウ川の左岸(北岸)で軍事行動を継続する意を決した。そのために、マックはギュンツブルクから北へ渡る必要があった。10月8日、ネイはルイ・アレクサンドル・ベルティエから翌日にウルムに直接攻撃を仕掛けるよう指示を受け、実行に移した。ネイはドナウ川にかかるギュンツブルクの橋を制圧すべく、ジャン＝ピエール・フィルマン・マラーの第3師団を送った。ギュンツブルクの戦いにおいて、師団の縦列はオーストリアの軍団に遭遇し、司令官のコンスタンティン・ギリアン・カール・ダスプレを含む200名の兵と2つのカノン砲を捕らえた。
この事態に気付いたオーストリア軍はギュンツブルク周辺に展開している自軍に3個歩兵大隊と20のカノンから成る増援を送った。マラーの師団は何度かオーストリアに対して果敢な攻撃を仕掛けたものの、全て失敗に終わった。マックはイグナツ・ギュライに7個歩兵大隊と4個騎兵大隊を送り、破壊された橋の修復に向かわせたが、遅れてやってきたフランス軍の第59歩兵連隊によって掃討された。掃討時に激戦が生じ、フランス軍は最終的にドナウ右岸(南岸)に橋頭堡をなんとか確保した。ヴェルティンゲンの戦いの間、ネイはエルヒンゲンにあるドナウ川の橋を確保するためにルイ＝アンリ・ロワソンの第2師団を送り込んだ。エルヒンゲンはオーストリア軍によって、軽度の防衛が施されていた。ドナウ川の橋の大半を失ったので、マックはウルムへと引き返すために、行軍を開始した。10月10日までにネイの軍団は大きく前進した。マラーの第3師団はドナウ川南岸へと渡河し、ロワソンの第2師団はエルヒンゲンを保持し、ピエール・デュポンの第1師団はウルムへと向かった。

### ハスラッハ＝ユンギンゲンの戦い

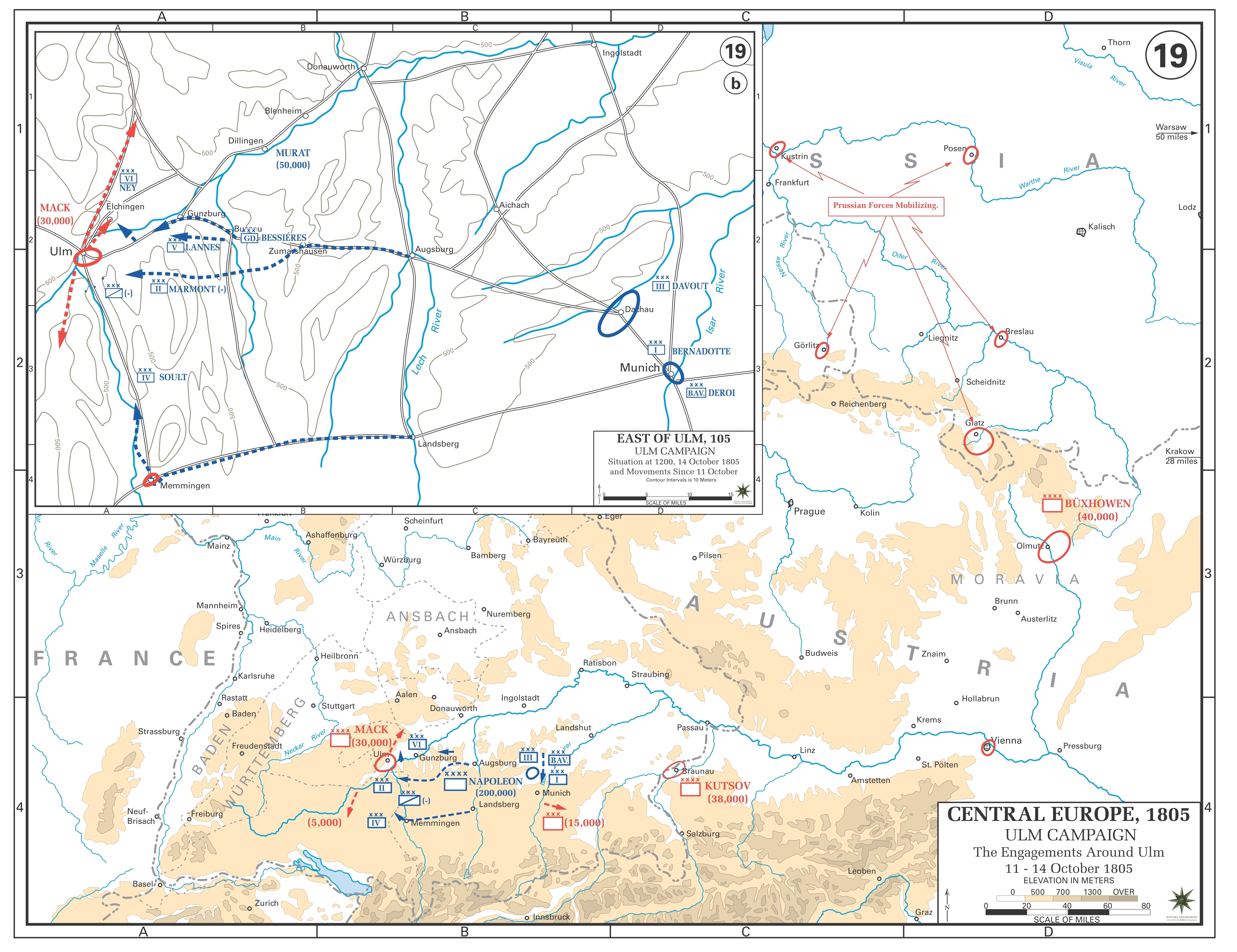
10月11日から14日にかけての戦況。オーストリア軍を捕らえるために、フランス軍が西に飛び掛っている。

士気を挫かれたオーストリア軍は10月10日未明にウルムに到着した。マックは今後の行動方針を慎重に考え、11日までオーストリア軍はウルムで何の行動も行わなかった。一方ナポレオンは欠陥がある仮説の元に作戦を実行していた。彼はオーストリア軍か東か南東に進軍し、ウルムを軽度に守備していると信じていた。ネイはナポレオンの考えを誤解だと感じていたので、ベルティエに手紙を書き、実際にはフランス軍が当初想定していたよりもずっと重厚にウルムが防御されている事を伝えた。この間、ナポレオンは東に位置するロシア軍の脅威に気をとられるようになり、ミュラがネイとランヌの軍団で構成され右翼の指揮を任された。ここへ来てフランス軍は両翼に分かれることになった。ネイ、ランヌ、ミュラの軍は西でマックを包囲する一方、スールト、ダヴー、ベルナドット、マルモンはオーストリア軍、ロシア軍の到来に備え、フランス軍の東側の守備をしていた。10月11日、ネイはウルムに対して、新たな攻勢を開始した。第2師団、第3師団はドナウ川の右岸に沿ってウルムへ行軍し、1個竜騎兵師団に支援されたデュポンの師団がウルムに直接行軍し、ウルム全体を占領しようとした。ネイはオーストリア軍全体がウルムに駐留していることを知らずに、この攻勢を開始したため、この攻勢は成功する見込みがなかった。
デュポンの師団の第32歩兵連隊はハスラッハ・アン・デア・ミュールからウルムへと行軍し、ベッフィンゲンを保持しているオーストリア軍の4個連隊に遭遇した。第32歩兵連隊は獰猛な攻撃を仕掛けたが、オーストリア軍は強固であり、この攻撃を撃退した。オーストリア軍はデュポンの展開しているネイの軍団に対して、決定的な打撃を与えるために、ウルムのユンギンゲンの歩兵連隊と騎兵を用いてこの戦いに殺到した。デュポンはこの状況を理解し、ユンギンゲンでの奇襲をオーストリア軍に対して先手を取って攻撃を阻止し、この間に、1000名のオーストリア軍の捕虜を捕えている。オーストリアの再攻撃でフランス軍はハスラッハ・アン・デア・ミュールまで押し戻されたが、この拠点はなんとか保持した。デュポンは結局退却し、オールベックを拠点とし、ルイ・バラゲイ・ディリエの竜騎兵に加わった。ハスラッハ＝ユンギンゲンの戦いがナポレオンの作戦にどのような影響を及ぼしたかは定かでないが、最終的にナポレオンはオーストリア軍の大半がウルムに集結している事実に気付いたと思われる。結果的に、ナポレオンはスールトとマルモンの軍団をイラー川へ向かわせた。この作戦の意図するところは4個歩兵師団と1個騎兵師団をマックと取引させる事であった。ダブー、ベルナドットとバイエルン軍はこの時まだ、ミュンヘン周辺の地域を防衛していた。ナポレオンは河を渡って戦う事を意図しておらず、元帥たちにウルム周辺の重要な橋を確保するよう命じた。この時ナポレオンは都市を包囲できる可能性よりも、都市周辺で戦闘が起きる事を予想していたので、軍をウルムの北に移動させた。この時ネイがオールベックに進軍した結果、14日にユンギンゲンにて戦闘が生じた。
この時点に至って、オーストリアの司令官たちは完全に混乱していた。マックの命令はオーストリア軍を進ませたり、撤退させたりする矛盾した内容であったため、フェルディナントは公然とマックの命令と決定に反対し始めた。10月13日マックは2つの縦列をウルムの外に送り、北への突破の準備を行い始めた。ヨーハン・ジギスムント・リーシュに率いられた1つ目の隊列は橋を守るためにユンギンゲンに向かい、フランツ・フォン・ヴェルネック率いるもう一つの隊列は大半の重砲を装備し北に向かった。ネイはまだドナウ川の北にいるデュポンとの連絡網を再構築するために軍を急行させた。
ネイはロワゾンの師団をドナウ川の右岸のユンギンゲンの南に誘導し、戦闘を開始した。マラーの師団は東の河を渡り、リーシュのいる西へと向かっていった。この戦場は部分的に森が覆い茂っている平野で、丘の上の都市のユンギンゲンに向かって、緩やかに坂が続いていた。そしてユンギンゲンからは戦場を広く見渡すことができた。フランス軍はオーストリア軍の小哨を橋から取り除いた後、連隊による大胆な攻撃を開始し、丘の頂上にある修道院を確保した。エルヒンゲンの戦いの間、オーストリアの騎兵も敗北し、リーシュの歩兵もウルム方面に逃れている。ネイはこの戦いでの勝利で、エルヒンゲン公爵の称号を得た。

### ウルムの戦い

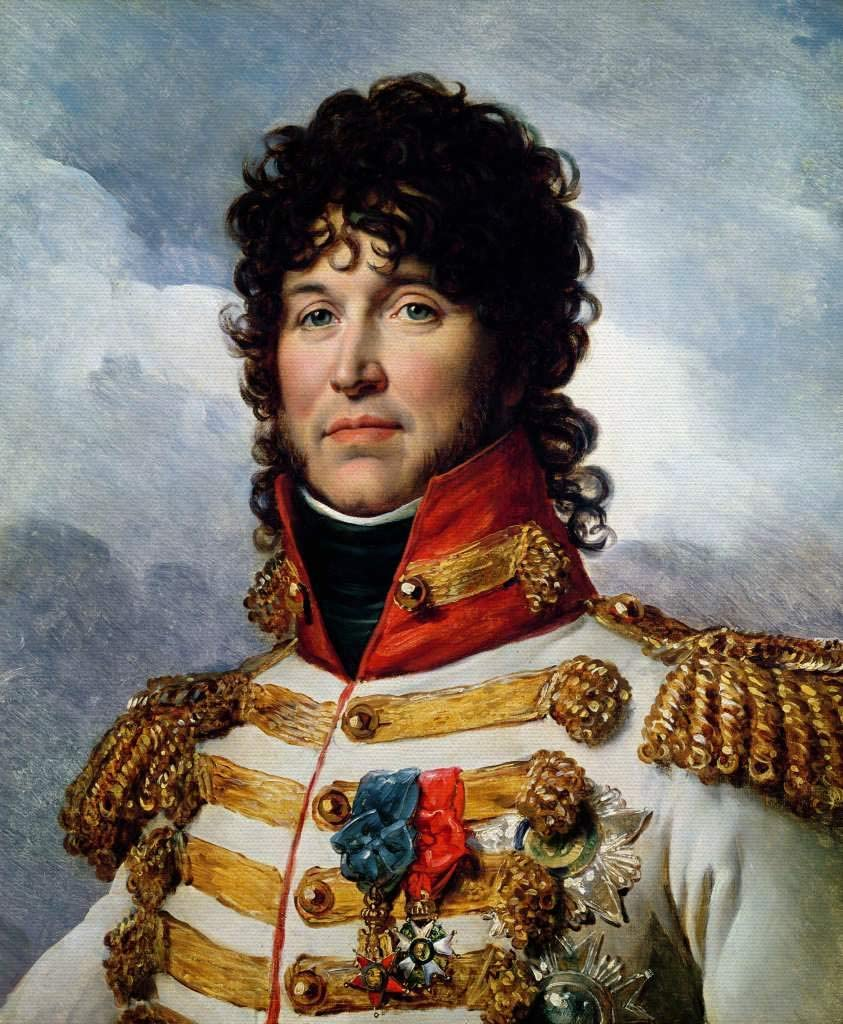
ジョアシャン・ミュラはウルム戦役を通して、主軍を支えた。

10月13日にニコラ＝ジャン・ド・デュ・スールトの第4軍団は東からメミンゲンに向かっていった。16日に小さな衝突が生じ、フランスの損害は16名に対し、カール少将を含む4600名の兵士が降伏し、8つの野砲と9つの軍旗を獲得した。オーストリア軍はウルムから遮断されたため、弾薬不足に陥り、司令部の混乱のために士気が完全に低下していた。

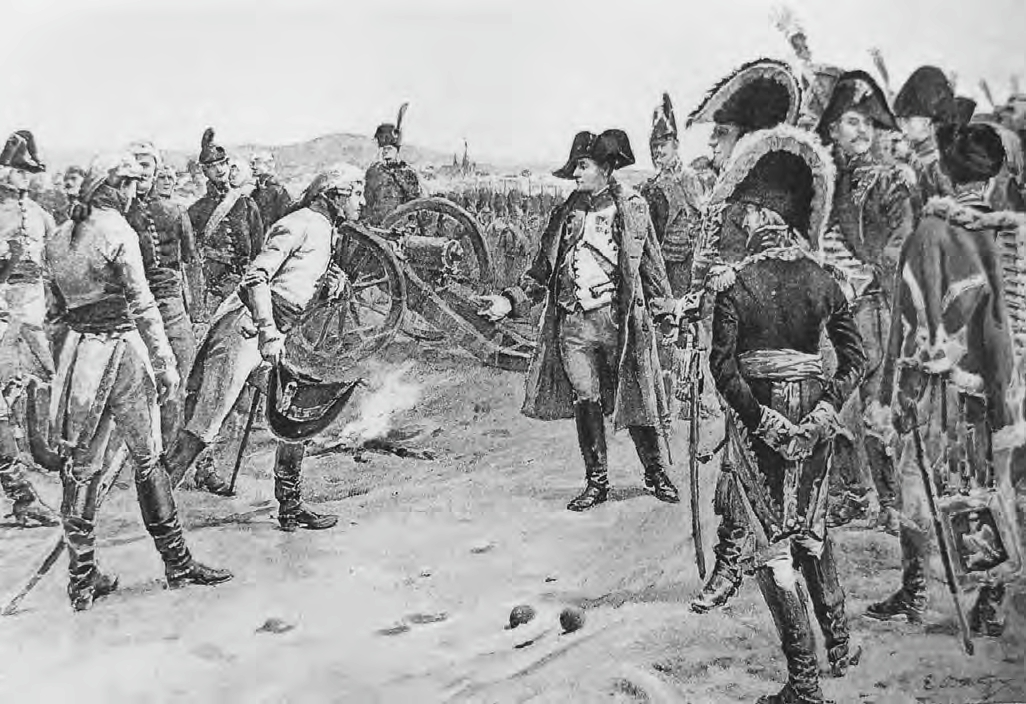
ウルムの戦いにてマックがナポレオンに降伏した様子。ポール・エミール・ブティニ作。

14日に更なる行動が行われた。ヴェルネックでのオーストリアの攻撃時に、丁度ミュラの軍がオールベックのデュポンの部隊に加わり、攻勢を撃退した。ミュラとデュポンは北のハイデンハイム方面へ逃れるオーストリア軍を叩きのめした。15日の夜に、フランスの2個軍団はウルムの外側のミヒェルスベルクのオーストリア軍の野営地の近くに駐在していた。この時マックは危険な状況に置かれていた。もはや河の北側に逃れるすべはなく、マルモンと親衛隊が河の南側からウルムの周辺に陣取っており、スールトがオーストリア軍のティロル方面への撤退を防ごうとメミンゲンから北上していた。問題はこれだけに留まらず、オーストリアの司令官のフェルディナントがマックの指示を無視し、6000名の全ての騎兵に対してウルムから逃れるよう命令していた。しかしミュラの追撃は非常に効果的で、11個騎兵大隊のみが、ハイデンハイムのヴェルネックの部隊に加わる事ができた。ミュラはヴェルネックへの攻撃を続け、10月19日にトロイヒトリンゲンにて8000名の兵士が降伏した。ミュラはオーストリアの野営地から500の荷車を奪い、ノイシュタット・アン・デア・ドナウ方面へ向かいながら掃討を続け、12,000名のオーストリア兵を捕らえた。
10月15日にネイの軍団はミヒェルスベルクの野営地に突撃を行い、16日にフランス軍はウルムへの砲撃を開始した。オーストリア軍の士気は低く、マックはもはや救援の見込みが無いことを悟った。10月17日、マックはもし25日までに増援が来なかった場合、オーストリア軍が降伏する事を取り決めた文書に同意し、ナポレオンの使者であるセギュールと共にサインをした。しかしマックの耳にハイデンハイムとネーレスハイムでの降伏の知らせが徐々に入ってきたので、降伏を5日早めて、20日に降伏することに同意した。1500名のオーストリアの守備隊はかろうじて逃れたが、大半のオーストリア軍は10月21日に、武器を置いて、大陸軍に半円形に整列させられ、降伏した。将校は捕虜交換が行われるまで、フランス軍に対して武器を取らないことに合意した仮釈放状に署名し、去ることを許可された。この合意には10名を超える将官が含まれており、その中にはマック、ヨハン・フォン・クレーナウ、バイエ・デュ・ラトゥール伯マクシミリアン・アントン・カール、リヒテンシュタイン公とイグナツ・ギュライも居た。

## 結果

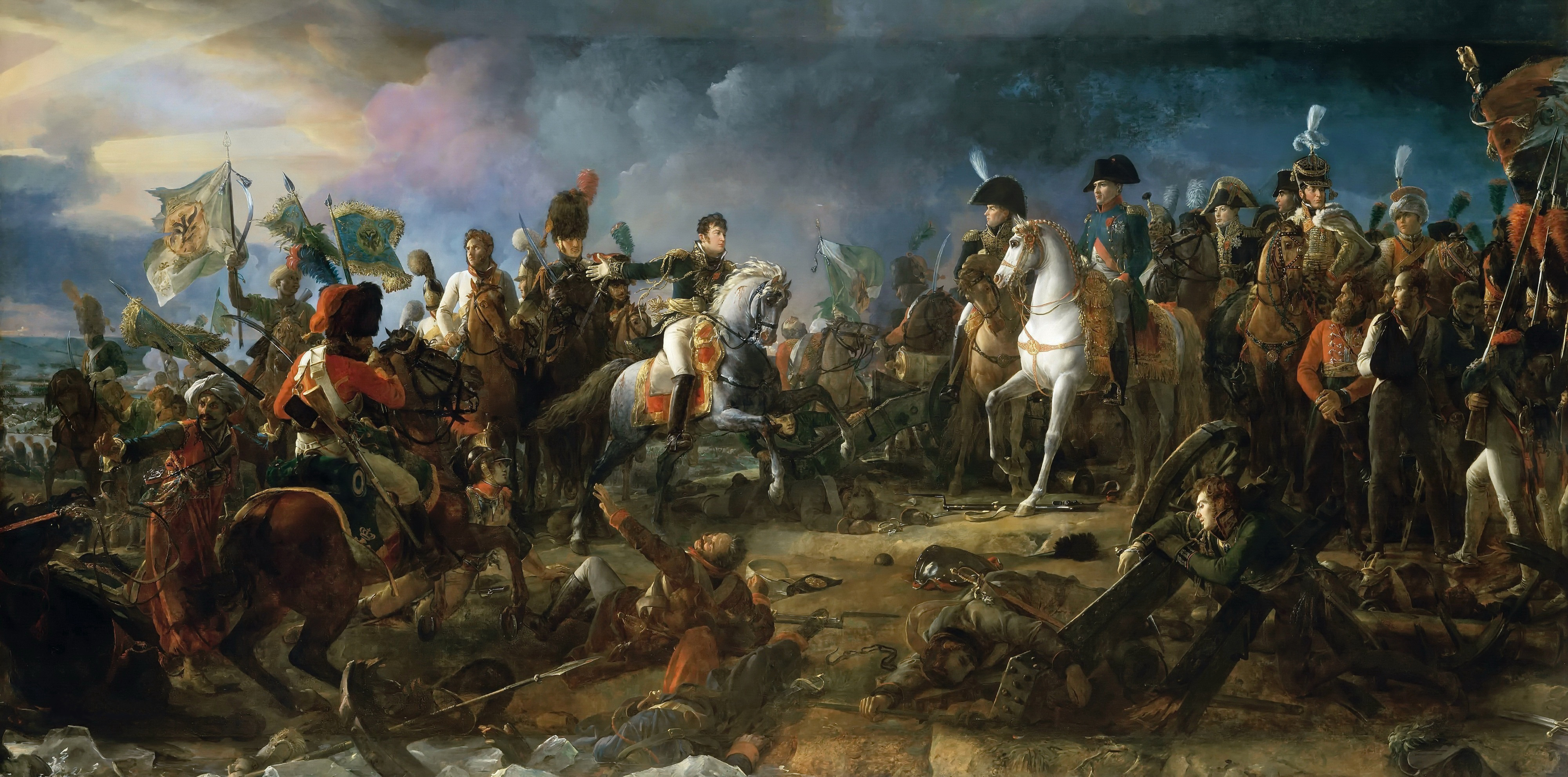
1805年12月2日にアウステルリッツの戦いにて、フランス軍はロシア・オーストリア連合軍と戦った。その結果プレスブルクの和約が締結され、オーストリアは第三次対仏大同盟からの離脱に同意した。

オーストリア軍のウルムでの降伏と同じくして、フランス・スペイン艦隊がトラファルガーの海戦で壊滅した。この海戦はイギリスにとって決定的であり、海上のフランスの脅威はなくなり、第一次世界大戦までイギリスの制海権が確定した。フランス海軍の壊滅にもかかわらず、ウルム戦役は劇的な勝利であり、フランスはほとんど損害なしで、オーストリア軍を撃滅した。大陸軍の第8報にはこの偉業を以下のように記載している。
2,000の騎兵を含む30,000人の兵士と60の野砲、40の軍旗が勝者の手に落ちた。この戦争が始まって以来、60,000名の捕虜と80の軍旗を手に入れた。これほど少ない犠牲で完全な勝利を得られたことはかつてない。
ピエール・オージュロー元帥がブレストから新しく編成された第7軍団を連れて到着した事はフランスにとって良い知らせであった。11月13日にドルンビルンの降伏で、フランヨ・イェラチッチの師団が追い詰められて、降伏した。ロシア軍はマックの降伏後、北東に退却し、ウィーンは11月12日に陥落した。12月のアウステルリッツの戦いで連合軍は完全に敗北し、数週間後に第三次対仏大同盟は完全に崩壊した。1796年のイタリア戦役でナポレオンが行ったのと同様に、ウルムでのフランスの勝利は機動力によるものであった。この機動は広く展開している敵軍の前線を足止めする部隊を展開する一方で、別の支援部隊が敵軍の後方か側面に布陣する。そして敵軍が足止め用の軍を相手している間、側面の軍が致命的な地点を攻撃し、勝利を確定させるというものである。ウルム戦役でシュヴァルツヴァルトからのフランスの攻撃が来ると想定していたオーストリア軍はジョアシャン・ミュラの騎兵によって釘付けにされた。ミュラはウルムへ向かうオーストリア軍を相手にしている間、フランスの主軍はドイツ中央を通り、敵軍を粉砕し、マックの軍をこの戦役の他の戦場から分離した。

### 戦役の意義

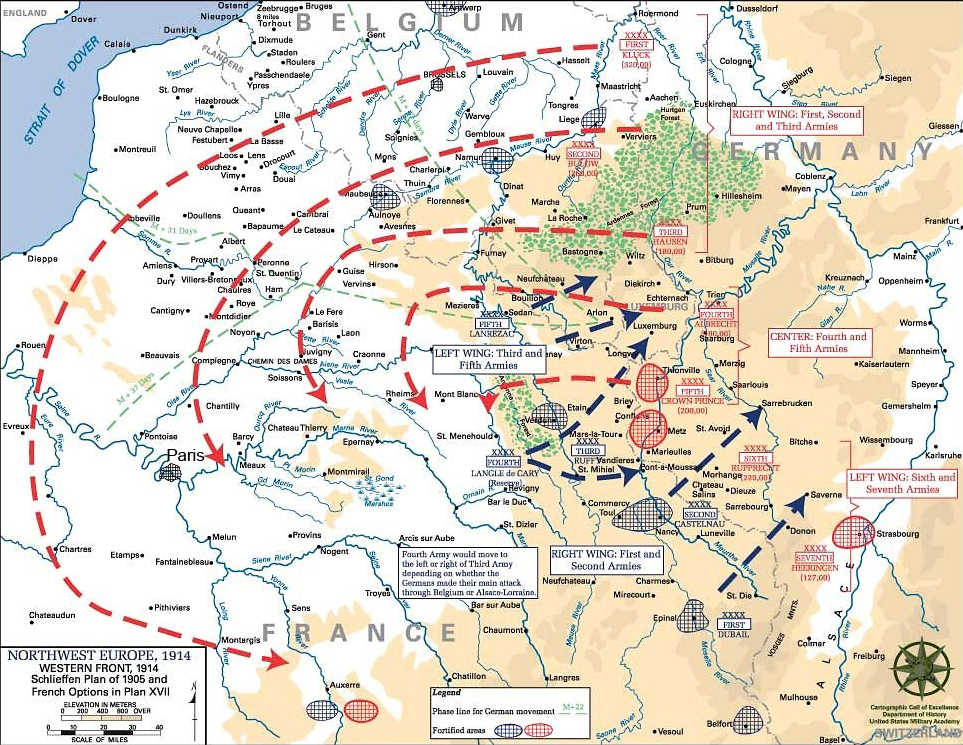
シュリーフェンプランは機動と包囲に重きを置いていたが、これはウルム戦役の影響によるものである。

ウルム戦役は歴史上最も重要な戦略的機動の一つである。歴史家はしばしばこの戦役を戦術的な戦いではなく、戦略的な戦いであったとみなしている。ウルムでの決定的な勝利はブローニュでの長い訓練と入念な準備によるものであると信じられている。大陸軍はほとんど荷物を持たず、作物の収穫時期に敵地に侵攻し、オーストリア軍の予想を上回る速度で行軍を行った。この戦役の最も重要な点は軍団の有用性を証明した事である。19世紀から20世紀の主な戦いにおいて軍団は基本的な戦略単位となった。典型的な軍団は3つの歩兵師団と偵察用の軽騎兵旅団と、各師団ごとに予備の砲兵大隊を装備していた。軍団の大きさは長期間支援なしに独立して戦う事ができる規模にまで拡大し、自ら軍を展開し、現地の食料を接収することで、軍を維持することができた。当時では見られないほどの機動力と柔軟性を維持するために、当時のフランス軍は現代の軍の1/8の補給を必要としていた。ジョン・チャーチルとジャン・ヴィクトル・マリー・モローが南ドイツに侵攻したときはカバーしている戦線は小さなものであったが、1805年の大陸軍は幅161kmもの前線にわたって侵攻した。オーストリア軍にとってこの動きは完全に奇襲となり、同軍に事態の深刻さを軽視させる原因となった。